# 拖觉镇
拖觉镇，是中华人民共和国四川省凉山彝族自治州布拖县下辖的一个乡镇级行政单位。2021年1月12日，撤销觉撒乡、美撒乡和洛古乡，将原觉撒乡、原美撒乡和原洛古乡所属行政区域划归拖觉镇管辖；将拖觉镇亚河村、老吉村所属行政区域划归补尔乡管辖。

## 行政区划
拖觉镇下辖以下地区：
菲土鲁村、阿省日达村、保俩姑尔村、老鸠规村、菲各村、日拍村、嘎锅村、石咀村、老吉村和亚河村。